# Marco Anzoletti
Marco Anzoletti (Trento, 4 de junio de 1867 - Mesiano, 23 de enero de 1929) fue un compositor y violinista italiano.

## Biografía
Marco Anzoletti nació en Trento el 4 de junio de 1867, en el seno de una familia de músicos. Su padre, Luigi, violonchelista, fue quien le impartió sus primeras lecciones de música. Otros miembros de la familia también eran músicos: Francesco, pianista, organista y compositor; Giovanni, violinista; Giuseppe, violinista y compositor; su hermana Luisa fue poeta y escritora, además su colaboradora al piano. 
Después de recibir una educación musical inicial en casa, Anzoletti se inscribió en el Conservatorio de Milán en 1879 para profundizar sus habilidades con el violín con Gerolamo de Angelis y estudiar composición con Gaetano Coronaro. Se graduó en 1885 y al año siguiente se especializó en Viena con Jakob Grün. Posteriormente, Anzoletti realizó exitosas giras por Austria e Italia, que culminaron con su nombramiento como profesor de violín en el Conservatorio de Milán en 1889. 
Su carrera se dedicó a promover la música de cámara y sinfónica en Italia. Entre las composiciones de Anzoletti se encuentra la aclamada 24 Variaciones para violín y piano sobre un tema de J. Brahms (1894), que recibió elogios del maestro alemán. Dos años más tarde, Anzoletti ganó el primer premio con una Sonata en do menor para violín y piano en Milán.  
Anzoletti compuso una amplia variedad de obras para violín, que incluyen sonatas, tríos y cuartetos de cuerda, conciertos y otras composiciones con acompañamiento de piano u órgano. También compuso importantes obras para órgano, entre ellas la Fantasía Sacra para dos órganos, premiada en el Concurso para probar los dos órganos de la Catedral de Milán en 1909. Anteriormente, en 1902, había triunfado en Viena con su Cantata para coro y gran orquesta, así como con el Poema Sinfónico: "El huésped de la tierra", para gran orquesta, posteriormente reducido para violín y piano e interpretado en Milán en 1913. 
Anzoletti también compuso 12 Estudios para viola (Ricordi, Milán, 1919), El repertorio del pequeño violinista (Milán, 1920), Moto perpetuo sopra movimientos de escalas (Milán, 1920) y 12 Estudios para viola op. 125 (Ricordi, Milán, 1929). Anzoletti compuso cinco óperas para teatro, todas con libretos propio: Militza o Serbia, un drama sobre la guerra entre Montenegro y Turquía (1896-1897); Le Gare (1902); Faida, basada en "Faida di Comune" (1910-1915) de Giosuè Carducci; Belfagor, de la novela de Niccolò Machiavelli (1920); y El fin de Mozart, representada en el Teatro Lirico de Milán el 25 de octubre de 1898.  
Además de la composición, Anzoletti se dedicó a escribir temas musicales, entre ellos estudios críticos y biografías: Giuseppe Tartini, estudio crítico y biográfico (1891); Sobre los acontecimientos del arte y de la vida de Wolfgang Amadeus Mozart, en La Rassegna Nazionale, XXI (1899); Con motivo del centenario de D.Cimarosa, en La Rassegna Nazionale, XXIII (1901); La enseñanza del violín en Italia, en La Rassegna Nazionale, XXXI (1901); también 43 sonetos musicales (Milán, 1902); Mozart, escenas de la vida íntima en cinco pinturas (Milán, 1906); Música - Estaciones y metamorfosis, en La Rassegna Nazionale (1911). 
Permaneció activo hasta su muerte en su villa de Mesiano, Trento, el 23 de enero de 1929.
En 2023, el violista italiano Marco Misciagna interpretó el estreno mundial del Concierto n.º 1 de Marco Anzoletti (1900) para viola y orquesta en la Universidad Mahidol (Salaya, Tailandia) para el 48º Congreso Internacional de Violay en 2024 realizó el estreno mundial del Concierto para violín y viola (un solista - dos instrumentos, 1915).

### Publicaciones
- Giuseppe Tartini: estudio crítico y biográfico (1891);
- Sobre los acontecimientos del arte y de la vida de Wolfgang Amadeus Mozart, en La Rassegna Nazionale, XXI (1899);
- Con motivo del centenario de D.Cimarosa, en La Rassegna Nazionale, XXIII (1901);
- Enseñanza del violín en Italia, en La Rassegna Nazionale, XXXI, (1901);
- Sonetos musicales (Milán, 1902);
- Mozart, escenas de la vida íntima en cinco cuadros (Milán, 1906);
- Música - Estaciones y Metamorfosis, en La Rassegna Nazionale, (1911).

## Composiciones (parciales)

### Obras
- Militza o Serbia (1896-1897);
- El fin de Mozart (1898);
- Le Gare (1902);
- Faida (1910-1915);
- Belfagor (1920).

### Música para viola solo
- 12 Estudios para viola (Milán, Ricordi, 1919)
- 12 Estudios Op.125 para viola (Milán, Ricordi, 1929)[8] [9]

### Música para violín solo
- 5 Gran Caprichos (1884)
- Sonata en estilo antiguo (1908)
- 32 Preludi in tutte le tonalità (1909)
- Serenata en sol mayor (1909)
- Fantasia - Capricho en la mayor (1913)
- Aria e Fuga sobre el nombre de Bach (1913)
- "Labyrinthos" 104 Variaciones ( 1916)
- Aria y Fuga sobre un Tema del Trillo del Diavolo (1916)
- 36 Preludios

### Música para orquesta
Sinfonías:
- Sinfonía en do menor (1896)
- Sinfonía en re menor n.º 1 (1897)
- Sinfonía en re menor n.º 2
- Sinfonía en la menor (1897)
- Sinfonía en fa menor (1897)
- Sinfonía en sol menor (1898)
- Sinfonía en sol mayor (1898)
- Sinfonía en do mayor (incompleta) (1898)
- Sinfonía en re mayor (incompleta) (1898)
- Sinfonía en fa mayor (incompleta) (1898)
- Sinfonía en la mayor (1898)
- Sinfonía en un movimiento en la menor (1899)
- Sinfonía – Obertura en do mayor (1899)
- Sinfonía – Obertura en si bemol mayor (1900)

Overture:
- Overture en mi bemol mayor (1901)
- Overture en fa mayor (1901)
- Overture en re bemol mayor (1901)
- Overture en do menor (1901)
- Overture Eroicomica en do mayor
- Overture en sol mayor

Conciertos:
- Concierto n.º 1 en fa menor para viola y orquesta (1900)
- Concierto n.º 2 en si mayor para viola y orquesta (1915)
- Concierto en do mayor para violín/viola y orquesta (un solista, dos instrumentos - 1915)
- Concierto n.º 1 en sol mayor para violín y orquesta (1896)
- Concierto n.º 1 en la mayor para violín y orquesta (1899)
- Concierto en fa mayor para violín y orquesta (1899)
- Concierto en fa sostenido menor para violín y orquesta (1903)
- Concierto en la menor para violín y orquesta (1912)
- Concierto en sol menor para violín y orquesta (1912)
- Concierto en do mayor para violín y orquesta (1920)
- Concierto n.º 2 en sol mayor para violín y orquesta (1920)
- Concierto en fa sostenido mayor para violín y orquesta (1920)
- Concierto en mi menor para violín y orquesta (1920)
- Concierto n.º 2 en la mayor para violín y orquesta (1921)
- Concierto en si mayor para violín y orquesta (1921)
- Concierto en mi mayor para violín y orquesta (1921)
- Concierto en si bemolle mayor para violín y orquesta (1921)
- Concierto en re mayor para violín y orquesta

### Música de cámara
- Cuarteto n.º 1 en do mayor (1906)
- Cuarteto en la menor (1907)
- Cuarteto en la mayor (1907)
- Cuarteto en re menor (1908)
- Cuarteto en do menor (1908)
- Cuarteto n.º 2 en do mayor (1908)
- Cuarteto en sol mayor (1909)
- Cuarteto en re mayor (1909)
- Cuarteto en mi bemol menor (1911)
- Cuarteto en fa sostenido mayor (1911)
- Cuarteto en fa sostenido menor (1911)
- Sexteto en sol mayor para 2 violines, 2 violas y 2 violonchelos (1903)
- Sexteto II en mi bemolle mayor para 2 violines, 2 violas y 2 violonchelos (1903)
- Quinteto en sol mayor para 2 violines, 2 violas y violonchelo (1903)
- Quinteto en do menor para 2 violines, 2 violas y violonchelo (1903)
- Cuarteto n.º 1 en mi bemol mayor para violín, viola, violonchelo y piano (1892)
- Cuarteto en do mayor para violín, viola, violonchelo y piano (1892)
- Quinteto n.º 1 en mi bemol mayor para 2 violines, viola, violonchelo y piano (incompleto) (1893)
- Sexteto II en do menor para dos violines, viola, violonchelo y piano (1893)
- Trío n.º 2 en sol mayor para violín, violonchelo y piano (1893)
- Trío n.º 1 en sol menor para violín, violonchelo y piano (1893)
- Trío n.º 1 en do menor para violín, violonchelo y piano (1895)

### Música didáctica
- El repertorio del pequeño violinista (Milán, 1920)
- Moto Perpetuo sobre movimientos de escalas (Milán, 1920)

## Discografía
- Marco Anzoletti: Cuatro estudios para viola sola - Estudios n.º 2 y 5 (1919) / Estudios n.º 2 y 11 Op. 125 (1929) - Marco Misciagna, viola - MM11, 2024[10]
- Marco Anzoletti: Vite in Musica (RaiPlay Sound)[11]
- Marco Anzoletti: Golden Nothingness, Complete Unpublished Art Songs para soprano y piano (Clásicos Da Vinci, 2024)[12]